# ライオンニューブリーチ
ライオンニューブリーチは、ライオンが業務用として発売している厨房用の除菌・殺菌剤。また食品の殺菌にも使われる。

## 成分
次亜塩素酸ナトリウム5%。

## 概要
パッケージは、小（1.5kg）、中（5kg）、大（19.7kg）とあり、小は家庭用塩素系漂白剤の特大ボトルと似ている。
用途は、台所用漂白剤としての用途の他、食品用殺菌剤として使われ、食品添加物としての認可も受けている。
ライオンの字は小さくニューブリーチの字は大きく書かれている。
塩素系のため、「混ぜるな危険」の字も大きく書かれている。